# 劳埃德·米勒
劳埃德·米勒（英語：Lloyd Miller，1915年8月26日—1985年1月6日），澳大利亚男子田径运动员。他曾代表澳大利亚参加1938年大英帝国运动会田径比赛，获得男子三级跳远银牌。